# Єзавель
Єзавель (івр. איזבל) — дружина ізраїльського царя Ахава, дочка сидонського царя Етбаала, який посів престол шляхом братовбивства.

## Життєпис

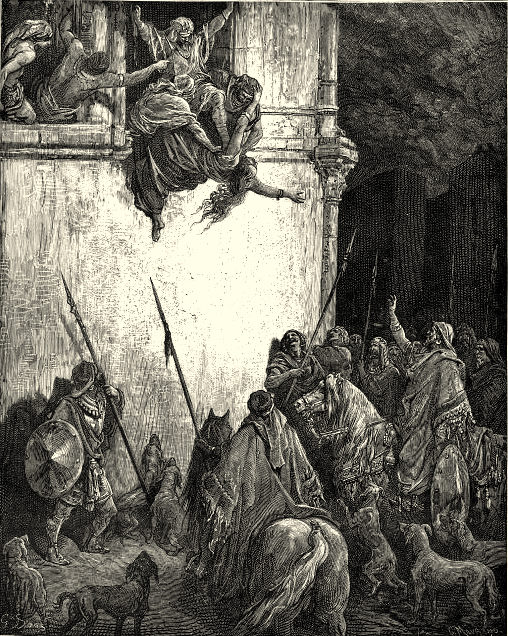
Гюстав Доре, «Смерть Єзавелі»

Успадкувала від батька деспотичну зарозумілість, непохитну наполегливість, кровожерну жорстокість і понад усе фанатичну відданість культу Астарти, жерцем якої колись був її батько. Ставши царицею  ізраїльського народу, вона зневажала  його релігію і вирішила насадити своє ідолопоклонство. Ахав цілком підпав під її вплив; за її наполяганням у Самарії був побудований храм і жертовник Ваала, а також влаштована діброва для оргій на честь Астарти. При дворі Єзавелі заведений був цілий штат служителів нового культу; єврейській релігії загрожувала повна загибель, якщо б на її захист не виступив пророк Ілля, боротьба якого з Єзавелю становить одну з найвражаючих сторінок біблійної історії (3Цар 18 і 19). Жорстока несправедливість Єзавелі особливо проявилась у справі про виноградник  Навуфея (3Цар 21:1-16), але цим вона переповнила чашу своїх беззаконь: викинута з вікна, вона була розтоптана вершниками і пошматована собаками (4Цар 9).
Ім'я Єзавель стало згодом синонімом всякого нечестя (Об. 2:20). У релігійній протестантській пропаганді XVI століття Єзавель порівнювали з Марією Тюдор і Катериною Медічі.